# Bandiera di Saint Kitts e Nevis
La bandiera di Saint Kitts e Nevis è stata adottata il 19 settembre 1983.
È composta da una banda diagonale nera (l'origine africana della popolazione), bordata di giallo (i raggi del sole), che divide la bandiera in due triangoli; verde (la fertilità della terra) quello sul lato del pennone e rosso (la lotta per l'indipendenza) quello al vento. Sulla banda nera sono presenti due stelle bianche a cinque punte a testa in giù (la speranza e la libertà).

La bandiera di Nevis

## Bandiere storiche

Bandiera delle Isole Sottovento Britanniche (1871-1958)
Bandiera della Federazione delle Indie Occidentali (1958-1962)
Bandiera di Saint Christopher-Nevis-Anguilla (1958-1967)
Bandiera di Saint Christopher-Nevis-Anguilla (1967)
Bandiera di Saint Christopher-Nevis-Anguilla (1967-1983)